# Polisportiva Follonica 1980-1981
Questa voce raccoglie le informazioni riguardanti la Polisportiva Follonica nelle competizioni ufficiali della stagione 1980-1981.

## Maglie e sponsor
Lo sponsor ufficiale per la stagione 1980-1981 fu Calcobel.
| 1ª divisa |

## Rosa
| N° | Naz.              | Ruolo | Sportivo         |  |  |  |
| -- | ----------------- | ----- | ---------------- |  |  |  |
|    | Italia (bandiera) | E     | Emilio Artini    |  |  |  |
|    | Italia (bandiera) | E     | Cavallini        |  |  |  |
|    | Italia (bandiera) | E     | Cozzi            |  |  |  |
|    | Italia (bandiera) | E     | Esposito         |  |  |  |
|    | Italia (bandiera) | E     | Raul Micheli     |  |  |  |
|    | Italia (bandiera) | P     | Federico Paghi   |  |  |  |
|    | Italia (bandiera) | E     | Sergio Palmieri  |  |  |  |
|    | Italia (bandiera) | E     | Adriano Pietrini |  |  |  |
|    | Italia (bandiera) | E     | Rastelli         |  |  |  |
|    | Italia (bandiera) | E     | Roberto Tozzini  |  |  |  |

- Allenatore:  ?